# ウーの実験

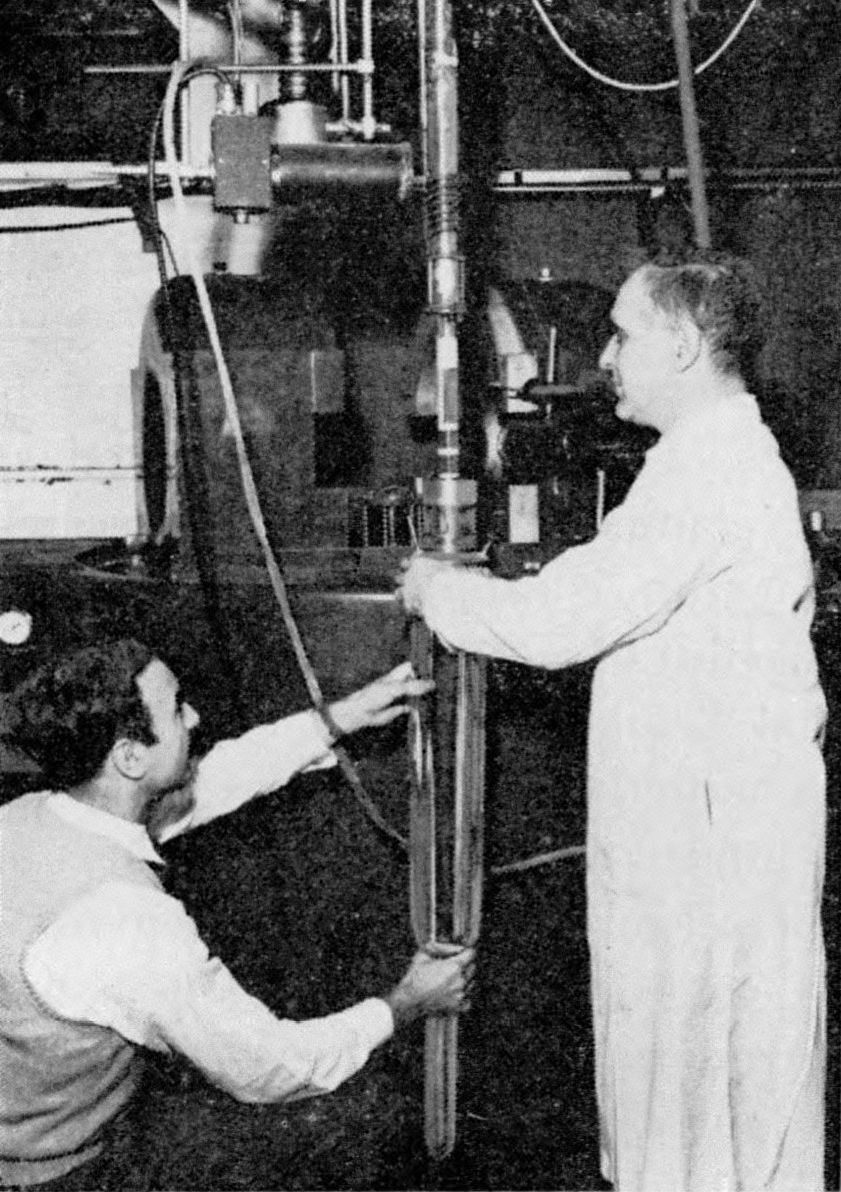
1956年、ワシントンDC、国立標準局低温研究室で行なわれたウーの実験。コバルト-60を含む垂直の真空チャンバー、検出器、界磁コイルは、後方の大型電磁石内に挿入される前にデュワー（低温保持装置）の中に置かれている。これは断熱消磁によってこの放射性同位元素を絶対零度付近まで冷却する。

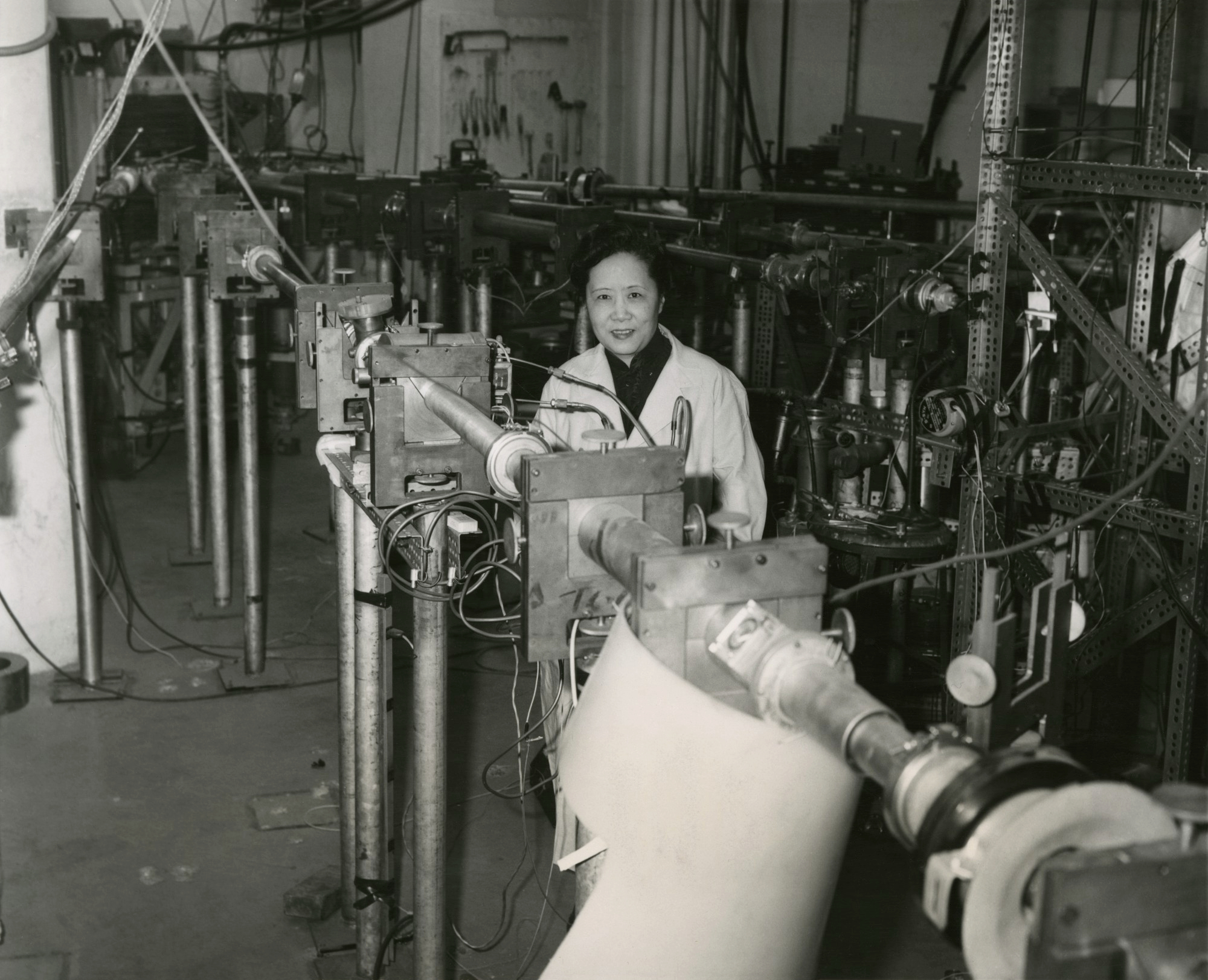
呉健雄（チェンシュン・ウー）は実験を設計し、パリティの保存の実験を行うチームを率いた。

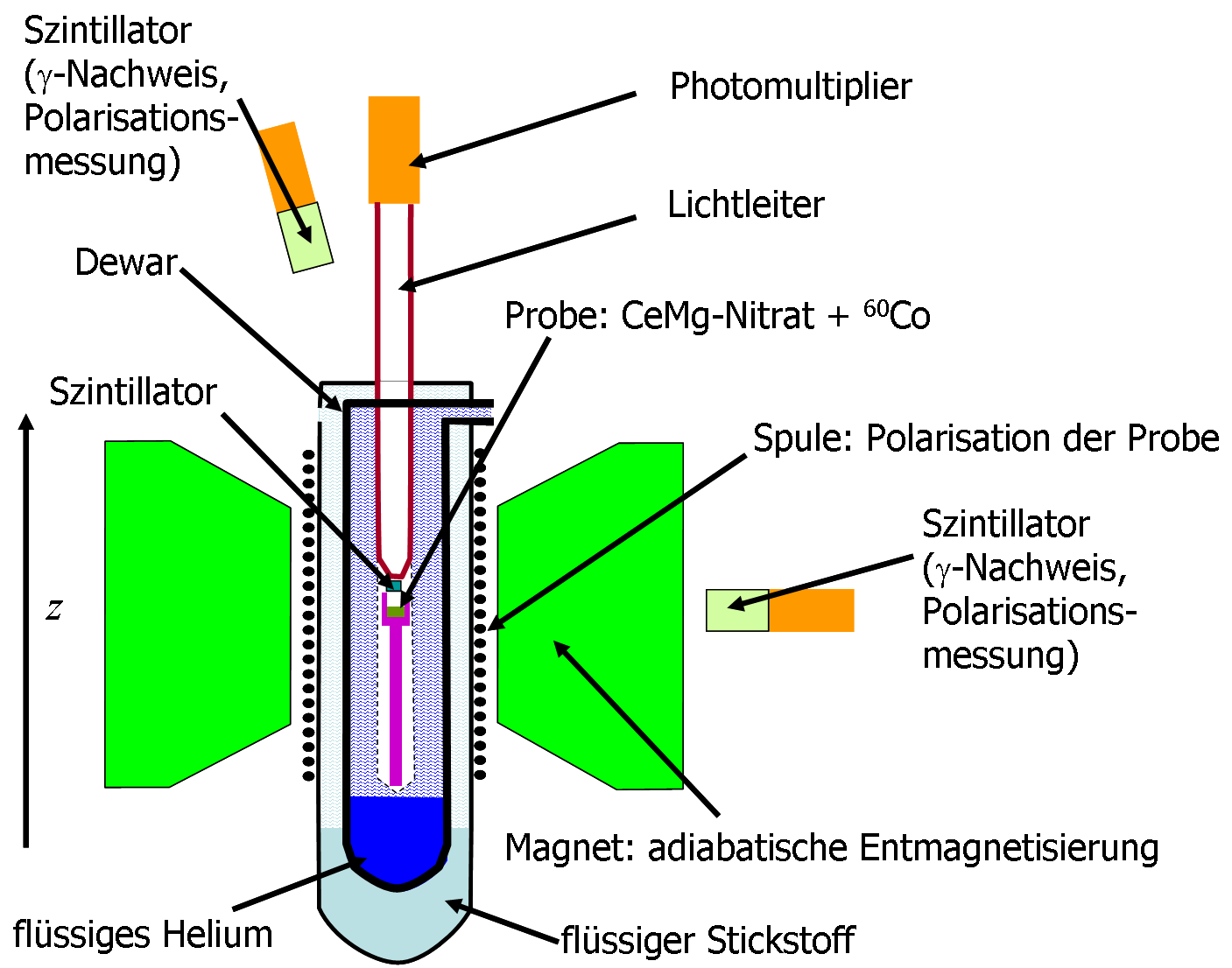
ウーの実験概略図

ウーの実験（ウーのじっけん）は、1956年に中国系アメリカ人物理学者呉健雄（チェンシュン・ウー）とアメリカ国立標準局低温研究グループが共同して行った核物理学実験である。実験の目的は、弱い相互作用にもパリティの保存が適用されているかどうかをはっきりさせることであった。パリティの保存は電磁相互作用と強い相互作用ではこれ以前に実証されていた。もしパリティの保存が真であるならば、空間が反転した世界はこの世界の鏡像として振舞うことになる。もしパリティの保存が破れているならば、空間が反転した世界とこの世界の鏡像とを区別することが可能ということになる。
実験では、弱い相互作用によってパリティの保存が破れていることが証明された（パリティ対称性の破れ）。この結果は物理学界では予想されていなかった。物理学界ではパリティは保存量であると考えられていた。パリティ非保存を着想し、実験を提唱した理論物理学者の李政道（ヂョンダオ・リー）と楊振寧（ヂェンニン・ヤン）はこの結果によって1957年のノーベル物理学賞を授与された。

## 歴史
1927年、ユージン・ウィグナーはパリティの保存（P保存）の原理を定式化した。これは、現在の世界とその鏡像のように作られた世界が、左右が反転したのが唯一の違いでその他は同じように振舞う、という考え方である（例えば時計回りに回転する時計の鏡像を作ったとするとそれは反時計回りに回転する）。
この原理は物理学者によって広く受け入れられ、P保存は電磁相互作用と強い相互作用では実験的に検証された。しかしながら、1950年代中頃、K中間子を含むある崩壊は、P保存を真であると仮定した従来の理論では説明できなかった。K中間子には、2つのπ中間子へと崩壊するものと、3つのπ中間子へと崩壊するものの2種類があるように見えた。これはτ–θパズルと呼ばれた。
理論物理学者の李政道（ヂョンダオ・リー）と楊振寧（ヂェンニン・ヤン）は、全ての基本相互作用におけるパリティの保存の疑問に関する文献レビュー（文献研究）を行った。彼らは、弱い相互作用の場合、実験データはP保存を確認も反証もしていない、と結論付けた。程なくして、彼らは、β崩壊分光法の専門家であった呉健雄（チェンシュン・ウー ）に様々な実験のアイデアを提案した。彼らはコバルト60におけるベータ崩壊の方向性を調べるという考えに落ち着いた。ウーはその後、低温物理学の経験が豊富なヘンリー・ボースとマーク・W・ゼマンスキーに連絡した。ボースとゼマンスキーの強い要請により、ウーはアメリカ国立標準局のアーネスト・アンブラーに連絡を取った。アンブラーは1956年12月に国立標準局の低温研究室で行われる実験の手はずを整えた。
ウーの実験を促したリーとヤンは、実験が行なわれた直後、1957年のノーベル物理学賞を授与された。

## 実験

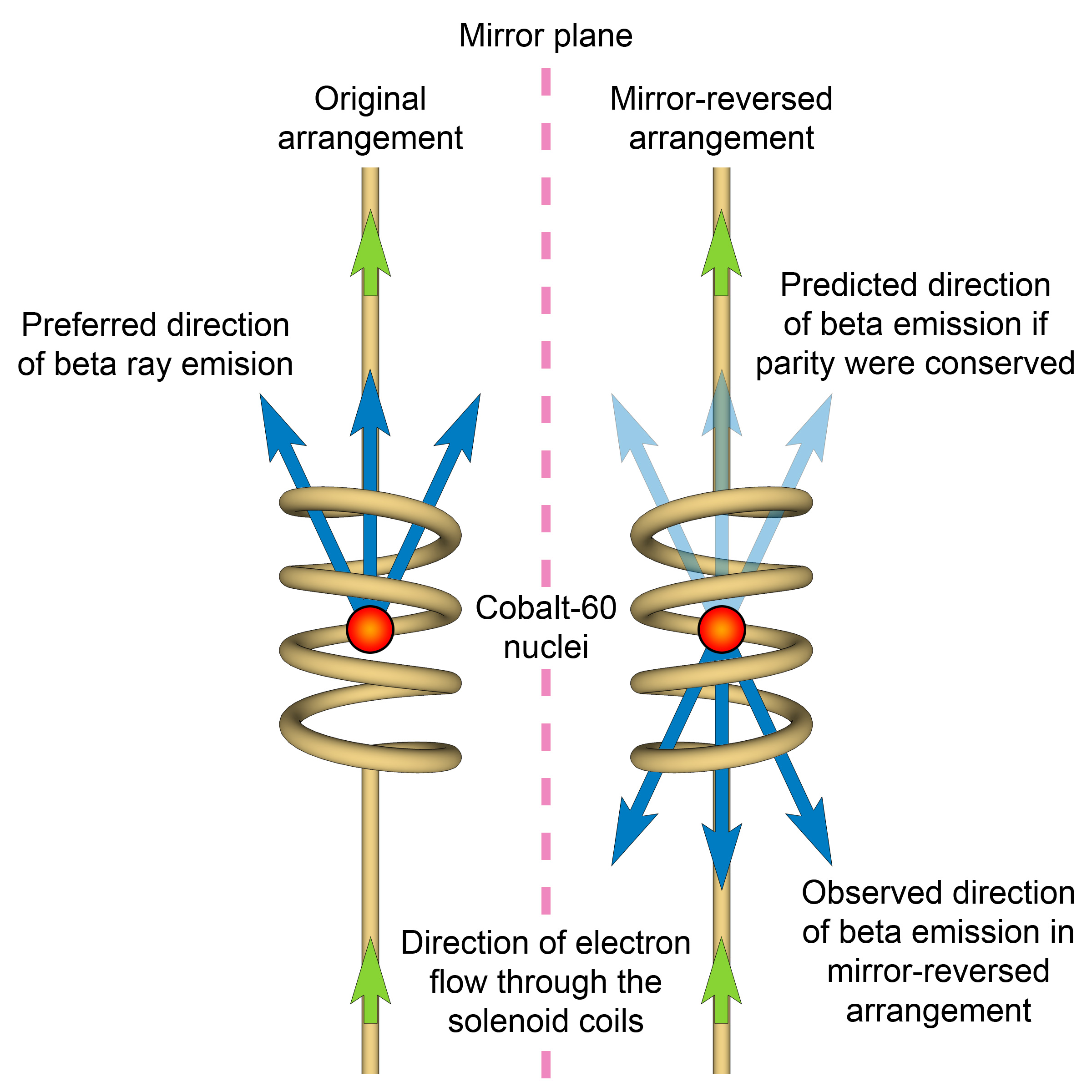
原子核のβ崩壊におけるパリティの破れを検出するための1956年のウーの実験の原理。

実験それ自身は、絶対零度付近まで冷やされて、均一磁界内で整列したコバルト60の崩壊を測定した。コバルト60（60Co）は不安定なコバルトの同位体で、β崩壊によって安定同位体のニッケル60（60Ni）へと崩壊する。この崩壊の間、コバルト60原子核中に存在する33個の中性子のうちの1つが、電子（e−）および反電子ニュートリノ（νe）を1つずつ放出することによって陽子へと崩壊する。これがコバルト60核をニッケル60核へと変化させる。しかしながら、結果として生じたニッケル核は励起状態にあり、2つのγ線を放出することによって直ちに基底状態へと減衰する。したがって、全体の核反応式は以下のようになる。
{\displaystyle {}_{27}^{60}{\text{Co}}\rightarrow {}_{28}^{60}{\text{Ni}}+e^{-}+{\bar {\nu }}_{e}+2{\gamma }}
γ線は光子であり、ニッケル60原子核からのそれらの放出は電磁（EM）過程である。ここで、EM過程ではパリティの保存（P保存）が守られることが知られていたことがこの実験において重要である。すなわち、放出されるγ線の分布は、弱い相互作用を介して放出された電子の偏極の対照となると同時に、コバルト60原子の均一性の指標ともなる。ウーの実験は、逆向きの核スピンを持つγ線放射と電子放射の分布を比較した。もし電子がγ線と常に同じ方向、同じ割合で放出されることが分かったならば、P保存は真となる。もし崩壊の方向性が偏る、すなわち、電子の分布がγ線の分布に従わないならば、パリティの破れが証明される。

### 材料および手法

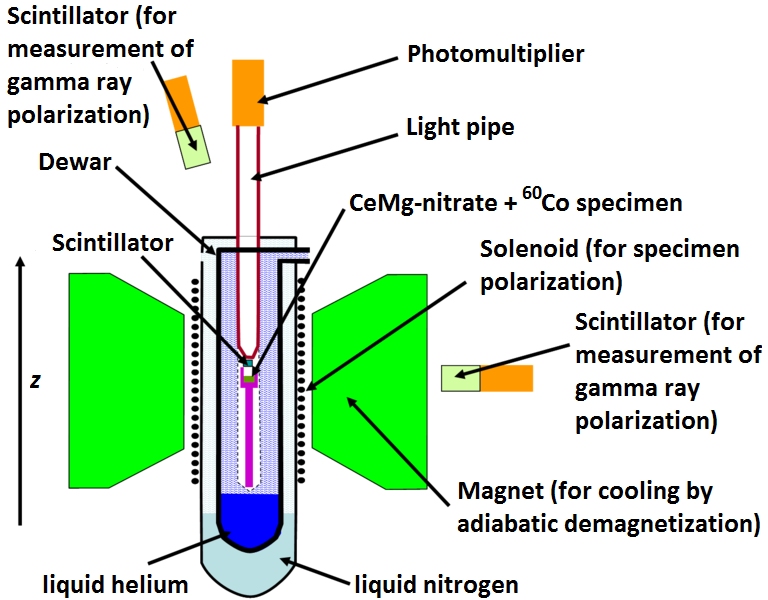
ウーの実験の略図

この実験における実験的挑戦は、可能な限り最も高く偏極した60Co核を得ることであった。電子と比べて60Co核の磁気モーメントは非常に小さいため、液体ヘリウムだけで達成できるよりもはるかに低い極低温での高磁場が必要であった。この低温は断熱消磁の手法を用いることで達成された。放射性コバルトは高度に異方性のランデのg因子を持つ常磁性塩である硝酸セリウムマグネシウムの結晶上に表面薄層として蒸着された。
この塩は高いg因子軸に沿って磁化され、温度はヘリウムを低圧へ膨張させることによって1.2 Kまで下げられた。水平磁場を切ることで、温度はおよそ0.003 Kまで低下した。水平磁石は開かれ、垂直ソレノイドを導入してコバルト原子核を上向きあるいは下向きに整列させるためにスイッチを入れて作動させた。ソレノイドの磁場では無視できる程の温度の上昇しか起こらなかった。これは、ソレノイドの磁場配向が低いg因子の方向にあるためであった。60Co核の高い偏極を達成するこの手法はGorterとRoseによって考案された。
γ線の生成はこの偏極の指標として赤道方向と極方向の計測器を使って測定された。γ線の偏極は、結晶が温まって異方性が失われるまでの15分間にわたって連続的に測定された。同様にして、β線放出がこの温度上昇の間に連続的に測定された。

### 結果
ウーによって行われた実験において、γ線の偏極は約60%であった。すなわち、γ線の約60%は一方に放出されたが、40%は他方に放出された。β崩壊においてパリティの保存（P保存）が真であるとすると、電子は核スピンに対して崩壊の優先方向を持たない。しかしながら、ウーは、電子がγ線の放出方向とは反対の方向へ優先的に放出されることを観察した。すなわち、ほとんどの電子は核スピンとは反対方向に崩壊することを非常に明確に好んだ。後に、パリティ対称性の破れが実際に最大破れであったことが証明された。
この結果は物理学界を非常に驚かせた。幾人かの研究者らは慌ててウーのグループの結果の再現実験を開始したが、結果に懐疑的な反応を示すものもいた。国立標準局に務めていた Georges M. Temmer にP保存がもはや全ての場合に真とは仮定できないという結果を伝えられたヴォルフガング・パウリは「まったくばかげている!」と叫んだ。Temmer はパウリに実験によりそれが確かめられたのだと保証したところ、それに対してパウリはぞんざいに「では再現されなければならない!」と返した。1957年の終わりまでに、さらなる研究によってウーのグループの結果が追認され、パリティ対称性の破れがしっかりと実証された。

## 機構と論理的帰結

W^{−}ボソンを介した中性子の陽子、電子、反電子ニュートリノへのβ^{−}崩壊のファインマン・ダイアグラム。

ウーの実験の結果は、左右の概念を操作的に定義するための手段を提供する。これは弱い相互作用の性質にもともと備わっている。以前は、地球の科学者が新たに発見された惑星の科学者と話をするとして、彼らとじかに合ったことがないとすると、それぞれのグループが他方の左と右を一義的に決定することは不可能だった。ウーの実験を使うと、左と右という単語が厳密に、一義的に何を意味するかを他方のグループに伝えることが可能である。ウーの実験は、左右の一義的定義を科学系に与えるというオズマ問題を最終的に解決した。
素粒子レベルでは（右図のファインマン・ダイアグラムに描かれているように）、β崩壊はW−ボソンの放出による負の電荷 (−1/3 e) を持つダウンクォークの正の電荷 (+2/3 e) を持つアップクォークへの変換によって起こる。W−ボソンは続いて電子と反電子ニュートリノへ崩壊する。
d → u + e−
  + ν 
e
クォークにはカイラリティが右巻きのものと左巻きのものがある。クォークが時空上を運動するにつれ、右巻きから左巻き、左巻きから右巻きへとカイラリティの振動が起こる。ウーの実験のパリティ対称性の破れの分析から、ダウンクォークのうち左巻きのもののみが崩壊すること、および弱い相互作用はクォークと左巻きのレプトン（あるいは反クォークと右巻き反レプトン）のみに関与することが推論できる。ダウンクォークのうち右巻きのものは弱い相互作用を単に感じない。もしダウンクォークが質量を持たないとすると振動は起こらず、その右巻き部分はそれだけで極めて安定となる。けれども、ダウンクォークは有限の質量を持つため、実際には振動し、崩壊する。
ウーの実験やゴールドハーバーの実験といった実験から、質量を持たないニュートリノは左巻き、質量を持たない反ニュートリノは右巻きでなければならないと決定された。現在はニュートリノは小さな質量を持つことが知られているため、右巻きのニュートリノと左巻きの反ニュートリノが存在することが提唱されている。これらのニュートリノは弱いラグランジアンと結び付かず、重力的にしか相互作用しないので、宇宙の暗黒物質の一部を形成しているかもしれない。

## 推薦文献
- “The Fall of Parity”.  NIST Physical Measurement Laboratory (1997年7月). 2017年5月26日閲覧。